# Maria dos Países Baixos
Maria dos Países Baixos (5 de junho de 1841 - 22 de junho de 1910) foi uma filha do príncipe Frederico dos Países Baixos e da princesa Luísa da Prússia. Mais tarde, casou-se com Guilherme, Príncipe de Wied e foi mãe de Guilherme, Príncipe da Albânia. Foi também a última neta do rei Guilherme I dos Países Baixos a falecer.

## Primeiros anos

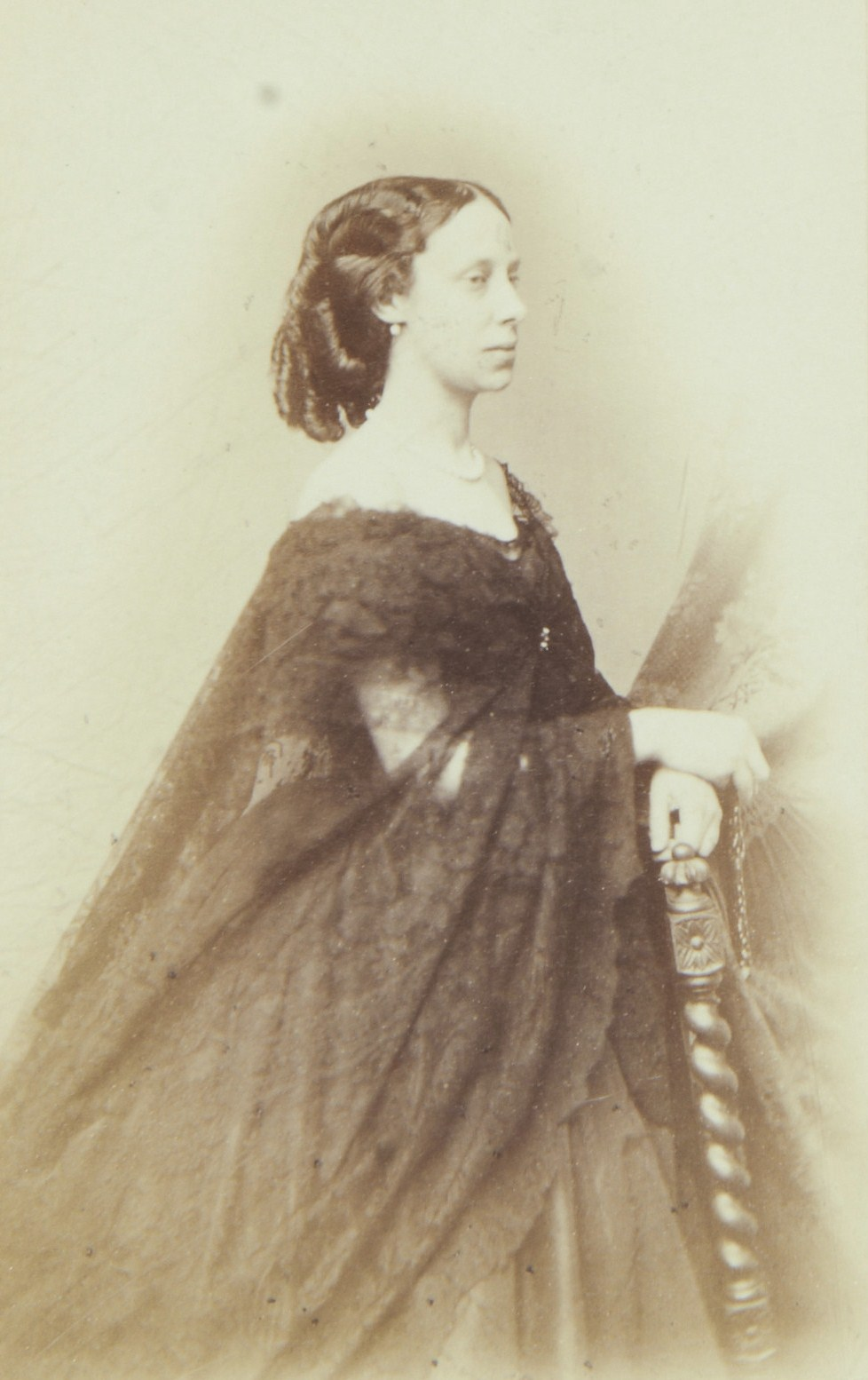
A princesa Maria em 1871

Maria nasceu em Wassenaar, sendo a filha mais nova de Frederico dos Países Baixos (1797-1881), o segundo filho de Guilherme I dos Países Baixos (1772-1843) e de sua esposa, a princesa Luísa da Prússia, filha do rei Frederico Guilherme III da Prússia.
A princesa sofreu de problemas de audição desde muito nova. Tal como a sua irmã Luísa, era considerada inteligente e tinha uma óptima postura, mas não era bonita. No entanto, a consideração mais importante nas suas perspectivas de casamento era o valor considerável do dote (muito generoso até para os padrões da realeza da época) que Maria levaria consigo quando se casasse. Os seus pais queriam casá-la com Alberto Eduardo, príncipe de Gales (o futuro rei Eduardo VII do Reino Unido), mas a mãe do príncipe, a rainha Vitória do Reino Unido estava contra a união.

## Casamento e família
Maria casou a 18 de julho de 1871, em Wassenaar com Guilherme, Príncipe de Wied (1845-1907), filho mais velho de Guilherme Carlos de Wied (1814-1864) e Maria de Nassau.
Eles tiveram seis filhos:
1. Guilherme Frederico de Wied (27 de junho de 1872 - 18 de junho de 1945) casou com a princesa Paulina de Württemberg, com descendência.
2. Alexandre de Wied (28 de maio de 1874 - 15 de janeiro de 1877)
3. Guilherme, Príncipe da Albânia (26 de março de 1876 - 18 de abril 1945) casou com a princesa Sofia de Schönburg-Waldenburg, com descendência.
4. Vitor de Wied (7 de dezembro de 1877 - 1 de março de 1946) casou com a condessa Gisela de Solms-Widenfels (1891-1976), com descendência.
5. Luísa de Wied (24 de outubro de 1880 - 29 de agosto de 1965).
6. Isabel de Wied (28 de janeiro de 1883 - 14 de novembro 1938).

## Genealogia
| Maria dos Países Baixos | Pai: Frederico dos Países Baixos | Avô paterno: Guilherme I dos Países Baixos      | Bisavô paterno: Guilherme V, Príncipe de Orange                |
| Maria dos Países Baixos | Pai: Frederico dos Países Baixos | Avô paterno: Guilherme I dos Países Baixos      | Bisavó paterna: Guilhermina da Prússia                         |
| Maria dos Países Baixos | Pai: Frederico dos Países Baixos | Avó paterna: Guilhermina da Prússia             | Bisavô paterno: Frederico Guilherme II da Prússia              |
| Maria dos Países Baixos | Pai: Frederico dos Países Baixos | Avó paterna: Guilhermina da Prússia             | Bisavó paterna: Frederica Luísa de Hesse-Darmstadt             |
| Maria dos Países Baixos | Mãe: Luísa da Prússia            | Avô materno: Frederico Guilherme III da Prússia | Bisavô materno: Frederico Guilherme II da Prússia              |
| Maria dos Países Baixos | Mãe: Luísa da Prússia            | Avô materno: Frederico Guilherme III da Prússia | Bisavó materna: Frederica Luísa de Hesse-Darmstadt             |
| Maria dos Países Baixos | Mãe: Luísa da Prússia            | Avó materna: Luísa de Mecklemburgo-Strelitz     | Bisavô materno: Carlos II, Grão-Duque de Mecklemburgo-Strelitz |
| Maria dos Países Baixos | Mãe: Luísa da Prússia            | Avó materna: Luísa de Mecklemburgo-Strelitz     | Bisavó materna: Frederica de Hesse-Darmstadt                   |

## Títulos e estilos
- 5 de junho de 1841 - 18 de julho 1871: Sua Alteza Real a Princesa Maria dos Países Baixos, Princesa de Orange-Nassau
- 18 de julho de 1871 - 22 de outubro de 1907: Sua Alteza Real a Princesa de Wied
- 22 de outubro de 1907 - 22 de junho 1910: Sua Alteza Real a Princesa viúva de Wied